# Hoazinavis lacustris
Hoazinavis lacustris — вид викопних птахів родини гоацинових (Opisthocomidae), що існував на межі олігоцену та міоцену (24-22 млн років тому). Викопні рештки птаха знайдені у 2008 році у відкладеннях формації Тремембе в штаті Сан-Паулу в Бразилії.